# Saint-Martin-du-Puy (Nuova Aquitania)
Saint-Martin-du-Puy è un comune francese di 205 abitanti situato nel dipartimento della Gironda nella regione della Nuova Aquitania.

## Società

### Evoluzione demografica
Abitanti censiti